# Kościół Podwyższenia Krzyża Świętego w Smarchowicach Śląskich
Kościół Podwyższenia Krzyża Świętego – rzymskokatolicki kościół filialny w Smarchowicach Śląskich. Świątynia należy do Parafii Najświętszego Serca Pana Jezusa w Przeczowie, w dekanacie Namysłów zachód, archidiecezji wrocławskiej. Dnia 25 listopada 1954 roku, pod numerem 135/54 kościół został wpisany do rejestru zabytków województwa opolskiego.

## Historia kościoła
Pierwsza wzmianka o kościele pochodzi z 1580 roku. W 1603 roku zbudowano istniejącą do dziś drewnianą świątynię. Do 1654 roku należał do ewangelików. W 1848 i w latach 20. XX wieku był wielokrotnie remontowany.

## Architektura i wnętrze kościoła
Jest to jednonawowa drewniana świątynia o konstrukcji zrębowej, wzmocnioną słupowo – ramową. Kościół jest orientowany i wzniesiony na podmurowaniu z cegły. Prezbiterium świątyni jest mniejsze w stosunku do nawy i zamknięte prostokątnie. Budowla nakryta jest dachem dwukalenicowym, krytym gontem. W środkowej części dachu jest umieszczona drewniana wieżyczka czworoboczna, nakryta dachem piramidalnym. Wnętrze nakryte jest stropem podpartym słupem. Chór muzyczny z emporą (północną) są podparte słupami. Ołtarz główny w stylu późnorenesansowym pochodzi z XVII wieku i reprezentuje typ tryptyku. Ambona w stylu późnorenesansowym pochodzi z 1604 roku. Ławki pochodzą z XVII wieku. W oknach znajdują się witraże.